# Свети Димитър (Жван)
Вижте пояснителната страница за други значения на Свети Димитър.
„Свети Димитър“, известна сред народа като Латинска църква (на македонска литературна норма: „Свети Димитрија“, Латинска црква), е късносредновековна църква, разположена в западната част на Северна Македония, край село Жван, част от Крушевско-Демирхисарската епархия на Македонската православна църква – Охридска архиепископия.
Църквата е разположена северно от селото покрай пътя Битоля – Кичево, на няколкостотин метра източно от църквата „Света Петка“. Изградена е и изписана в 1624 година според запазения надпис над западния вход отвън.
В архитектурно отношение представлява еднокорабна засводена сграда с малки размери и тристранна апсида на изток. Фасадите са фугирани. Покривът е от керемиди, а този на апсидата от каменни плочи.
Във вътрешността има останки от живопис от неизвестен, но силно талантлив зограф, който умее да придава форми и успешно да комбинира няколко основни цвята. Стенописите, вероятно са дело на майстор от Линотопската художествена школа.